# Société internationale pour la musique contemporaine
La Société internationale pour la musique contemporaine (SIMC, en anglais International Society for Contemporary Music, ISCM) est une société de musique contemporaine créée à Salzbourg le 11 août 1922 (lors du Festival de Salzbourg). Elle s'est fixé comme objectif d'organiser un festival annuel dans un des 14 pays membres. Le premier festival a été organisé à Londres en 1923. Il y avait 27 pays membres en 1976 et une cinquantaine en 2010. Le président de la SIMC de 2008 à 2013 était l'Australien John Davis, et  Siegfried Palm en a été président de 1982 à 1988.